# اسکندربرگ
اسکندربرگ (به لاتین: Skanderborg) یک منطقهٔ مسکونی در دانمارک است که در Skanderborg Municipality واقع شده‌است. اسکندربرگ ۱۹٬۵۲۵ نفر جمعیت دارد.

## خواهرخوانده
شهرهای آیزناخ و بخش لیدشوپینگ خواهرخوانده‌های اسکندربرگ هستند.